# Comuna de Stargard Szczeciński
Stargard Szczeciński (polaco: Gmina Stargard Szczeciński) é uma gminy (comuna) na Polónia, na voivodia de Pomerânia Ocidental e no condado de Stargardzki.
De acordo com os censos de 2005, a comuna tem 11.259 habitantes, com uma densidade 35,4 hab/km².

## Área
Estende-se por uma área de 318,47 km².

## Demografia
Dados de 30 de Junho 2004:
|                      | Total   | Total | Mulheres | Mulheres | Homens  | Homens |
| -------------------- | ------- | ----- | -------- | -------- | ------- | ------ |
|                      | pessoas | %     | pessoas  | %        | pessoas | %      |
| População            | 11 259  | 100   | 5570     | 49,5     | 5689    | 50,5   |
| Densidade (pop./km²) | 35,4    | 100   | 17,5     | 17,5     | 17,9    | 17,9   |

De acordo com dados de 2002, o rendimento médio per capita ascendia a 1388,52 zł.